# Маликов, Руслан Магомедович
Руслан Магомедович Маликов (28 июня 1980, с. Амущи, Хунзахский район, Дагестанская АССР, РСФСР, СССР) — российский армрестлер, чемпион Европы, призёр чемпионата мира.

## Спортивная карьера
Армрестлингом занимается с 1999 года. Чемпион Европы 2000 года. В начале ноября 2000 года на чемпионате мира в Финляндии занял второе место на правой руке в весовой категории до 85 кг. В середине марта 2001 года занял 7 место на чемпионате России в Махачкале.

## Личная жизнь
В 1999 году окончил Амущинскую среднюю школу. В 2004 году окончил Дагестанский государственный педагогический университет, физкультурный факультет.